# Stille flyder Don
|  | For andre betydninger, se Stille flyder Don (flertydig) |
Stille flyder Don (russisk: Тихий Дон, Tikhij Don, bogstaveligt "Stille Don") er en roman skrevet af Mikhail Sjolokhov (1905–1984) og udgivet i fire bind fra 1928 til 1940; de tre første i tidsskriftet Oktober 1928–1932, det fjerde i 1940. Romanen er forfatterens hovedværk og en af de mest betydningsfulde romaner i Sovjetunionen og russisk litteratur i 1900-tallet.
Stille flyder Don handler om donkosakken Gregorij Melekhov (Мелехов) og er både en familiekrønike og et historisk epos og skildrer kosakkernes liv og kamp under 1. verdenskrig, den russiske revolution i 1917 og den følgende borgerkrig.
Sjolokhov omarbejdede Stille flyder Don i 1953 for at tilpasse den til stalinismens stilidealer. I 1965 blev han tildelt nobelprisen i litteratur for romanen: "for den kunstneriske kraft og integritet, som han i sit epos om Don udtrykte en historisk fase i det russiske folks liv".